# Герб на Созопол
Гербът на Созопол изразява идентичността на общината и съхранените традиции в минало и настояще.

## Композиция
Основната структурна форма на герба е изправена котва. Над нея е изписано „Созопол“.
Край града активно се развива корабоплаването още от дълбока древност. Свидетелство за това са намерените в созополския залив многобройните каменни котви и щокове. Собствени монети Аполония започва да сече в края на VI век пр. н.е. Върху тях наред, освен с изображението на гръцки богове, неизменно се налага символът котва. Така, запазена през хилядолетията и днес котвата продължава да е основен елемент в герба на града.